# العمامرة (آسفي)
لعمامرة  هي جماعة قروية تابعة لإقليم آسفي ضمن جهة دكالة عبدة بالمغرب. بلغ عدد سكان لعمامرة حسب إحصاءات 2004  حوالي 12107 نسمة  يعيشون في 1940 أسرة.